# Фёдорова, Лидия Алексеевна
Лидия Алексеевна Фёдорова-Сухорукова — (род. 1908) — советская пловчиха, многократная рекордсменка СССР в плавании вольным стилем. Заслуженный тренер СССР.

## Биография и карьера
Лидия Фёдорова неоднократно становилась чемпионкой и рекордсменкой СССР, наибольшего успеха добилась в плавании вольным стилем на различных дистанциях. Входила в число сильнейших советских пловчих своего времени и в 1928—1930 годах регулярно обновляла национальные рекорды. Выступала также в составе сборной Москвы на союзных соревнованиях.
Среди заслуг Фёдоровой-Сухоруковой — победы на чемпионатах СССР и установление рекордов СССР на дистанциях 100 м, 200 м, 400 м, 4×100 м вольным стилем в конце 1920-х и начале 1930-х годов. Оставалась одной из лидеров отечественного плавания вплоть до окончания спортивной карьеры. Позже занималась тренерской и спортивно-общественной работой.

## Достижения и награды
- Многократная чемпионка и рекордсменка СССР в плавании вольным стилем[1][2][3].
- Заслуженный тренер СССР (1957)

## Личная жизнь
Вышла замуж за чемпиона СССР по водному поло, двукратного чемпиона СССР в плавании вольным стилем, Мастера спорта СССР, Сухорукова Николая Николаевича. Сын, Николай (род. 1938) — чемпион СССР в плавании и водном поло, Судья международной категории, Заслуженный работник физической культуры, Мастер спорта СССР.